# Krzemieniewo (gemeente)
De gemeente Krzemieniewo is een landgemeente in het Poolse woiwodschap Groot-Polen, in powiat Leszczyński.
De zetel van de gemeente is in Krzemieniewo.
Op 30 juni 2004 telde de gemeente 8506 inwoners.

## Oppervlakte gegevens
In 2002 bedroeg de totale oppervlakte van gemeente Krzemieniewo 113,44 km², waarvan:
- agrarisch gebied: 79%
- bossen: 13%

De gemeente beslaat 14,1% van de totale oppervlakte van de powiat.

## Demografie
Stand op 30 juni 2004:
| Omschrijving                   | Totaal | Totaal | Vrouwen | Vrouwen | Mannen | Mannen |
| ------------------------------ | ------ | ------ | ------- | ------- | ------ | ------ |
| eenheid                        | aantal | %      | aantal  | %       | aantal | %      |
| inwoners                       | 8506   | 100    | 4251    | 50      | 4255   | 50     |
| bevolkingsdichtheid (inw./km²) | 75     | 75     | 37,5    | 37,5    | 37,5   | 37,5   |

In 2002 bedroeg het gemiddelde inkomen per inwoner 1296,76 zł.

## Administratieve plaatsen (sołectwo)
Bielawy, Bojanice, Brylewo, Drobnin, Garzyn, Górzno, Hersztupowo, Karchowo, Kociugi, Krzemieniewo, Lubonia, Mierzejewo, Nowy Belęcin, Oporowo, Oporówko, Pawłowice, Stary Belęcin, Zbytki.

## Overige plaatsen
Czarny Las, Grabówiec, Granicznik, Kałowo, Mały Dwór, Nadolnik, Wygoda.

## Aangrenzende gemeenten
Gostyń, Krzywiń, Osieczna, Poniec, Rydzyna